# Aardster
Aardster (Geastrum) is een geslacht van schimmels uit de familie Geastraceae. Het is door Christiaan Hendrik Persoon beschreven en in 1794 gepubliceerd. De typesoort is Geastrum coronatum.
Bij rijpheid van het vruchtlichaam springt de buitenlaag (exoperidium) open en de slippen buigen zich stervormig. De binnenlaag (endoperidium) met de sporenmassa wordt dan in het midden zichtbaar. Uit een opening op de top van dat bolletje komen de sporen naar buiten.
In Nederland zijn aardsterren voornamelijk in de duinen maar ook op de Veluwe en andere, vaak kalkhoudende zandgronden te vinden. Er komen negentien soorten voor. In België zijn er, sinds de vondst in 2014 van de viltige aardster (Geastrum saccatum) in een elzenbosje in Koksijde, twintig verschillende soorten te vinden.

## Soorten
| Wetenschappelijk naam   | Naam                        | aantal slippen | apophyse                 | mondzone                                                                  |
| ----------------------- | --------------------------- | -------------- | ------------------------ | ------------------------------------------------------------------------- |
| Geastrum berkeleyi      | grote ruwe aardster         | 5-9            | ja met steel             | gevoord-geplooid en vaak scherp afgezet met een ringvoor                  |
| Geastrum campestre      | ruwe aardster               | 7-9            | ja met steel             | gevoord-geplooid en vaak scherp afgezet met een ringvoor                  |
| Geastrum corollinum     | tepelaardster               | (6) 7-10       | nee                      | tepelvormig, gewimperd, duidelijk begrensd                                |
| Geastrum coronatum      | forse aardster              | 7-12           | ja met steel             | gewimperd, al dan niet duidelijk begrensd                                 |
| Geastrum elegans        | bruine aardster             | 4-8            | nee                      | hoog kegelvormig, gevoord-geplooid en niet begrensd                       |
| Geastrum fimbriatum     | gewimperde aardster         | 6-10           | nee                      | gewimperd, niet begrensd                                                  |
| Geastrum floriforme     | bloemaardster               | 6-11           | nee                      | gewimperd, niet begrensd                                                  |
| Geastrum fornicatum     | grote vierslippige aardster | 4              | ja met steel             | gewimperd zonder hof of ringvoor                                          |
| Geastrum lageniforme    | slanke aardster             | 6-10           | nee                      | gewimperd, vaak hoog kegelvormige met hof en ringvoor                     |
| Geastrum minimum        | kleine aardster             | 6-10           | meestal                  | gewimperd en heeft een scherp begrensd hof op een soort verhoging         |
| Geastrum pectinatum     | grote aardster              | 6-10           | ja met steel             | hoog kegelvorming en gevoord-geplooid en heeft soms een ringvoor          |
| Geastrum pseudolimbatum | krulaardster                | 7-13           | soms en steel            | scherp begrensd, gewimperd met hof                                        |
| Geastrum quadrifidum    | vierslippige aardster       | 4(-5)          | ja                       | gewimperd en heeft een hof op een soort verhoging met duidelijke ringvoor |
| Geastrum rufescens      | roze aardster               | 5-9            | gesteeld zonder apophyse | gewimperd en niet begrensd                                                |
| Geastrum saccatum       | viltige aardster            | 5-8            | nee, soms met kraag      | gewimperd en heeft een hof met een meestal duidelijke ringvoor            |
| Geastrum schmidelii     | heideaardster               | 6-9            | ja met steel             | gevoord-geplooid en opvallend scherp afgezet met een ringvoor             |
| Geastrum smardae        | tuinaardster                | 6-10           | meestal                  | gewimperd al dan niet omgeven door een klein hof                          |
| Geastrum striatum       | baretaardster               | 6-12           | ja                       | geplooid-gevoord                                                          |
| Geastrum triplex        | gekraagde aardster          | 4-8            | kraag                    | gewimperd met een duidelijke afgegrensd lichte hof                        |

## Foto's

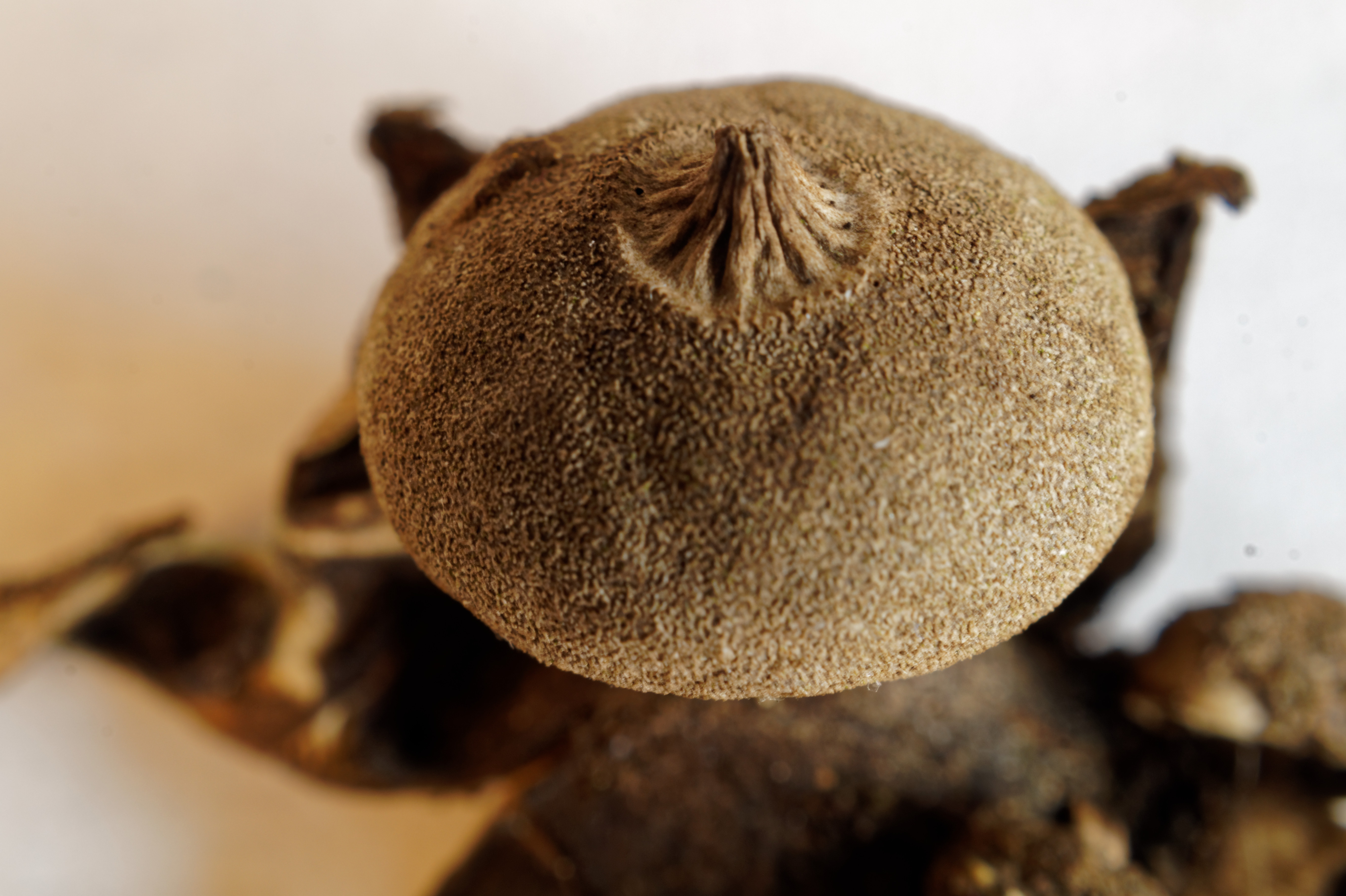
Geastrum campestre
Geastrum corollinum
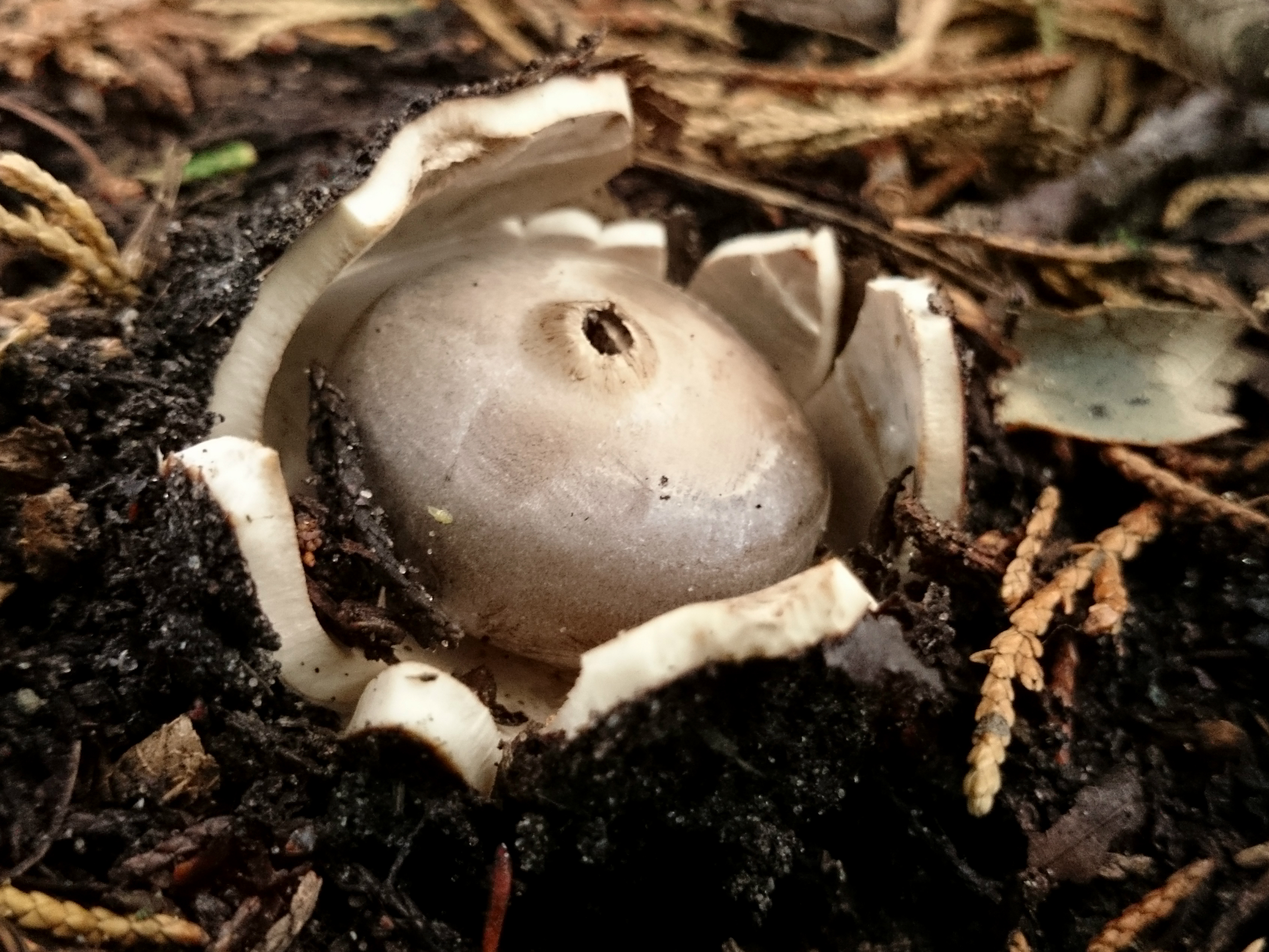
Geastrum coronatum
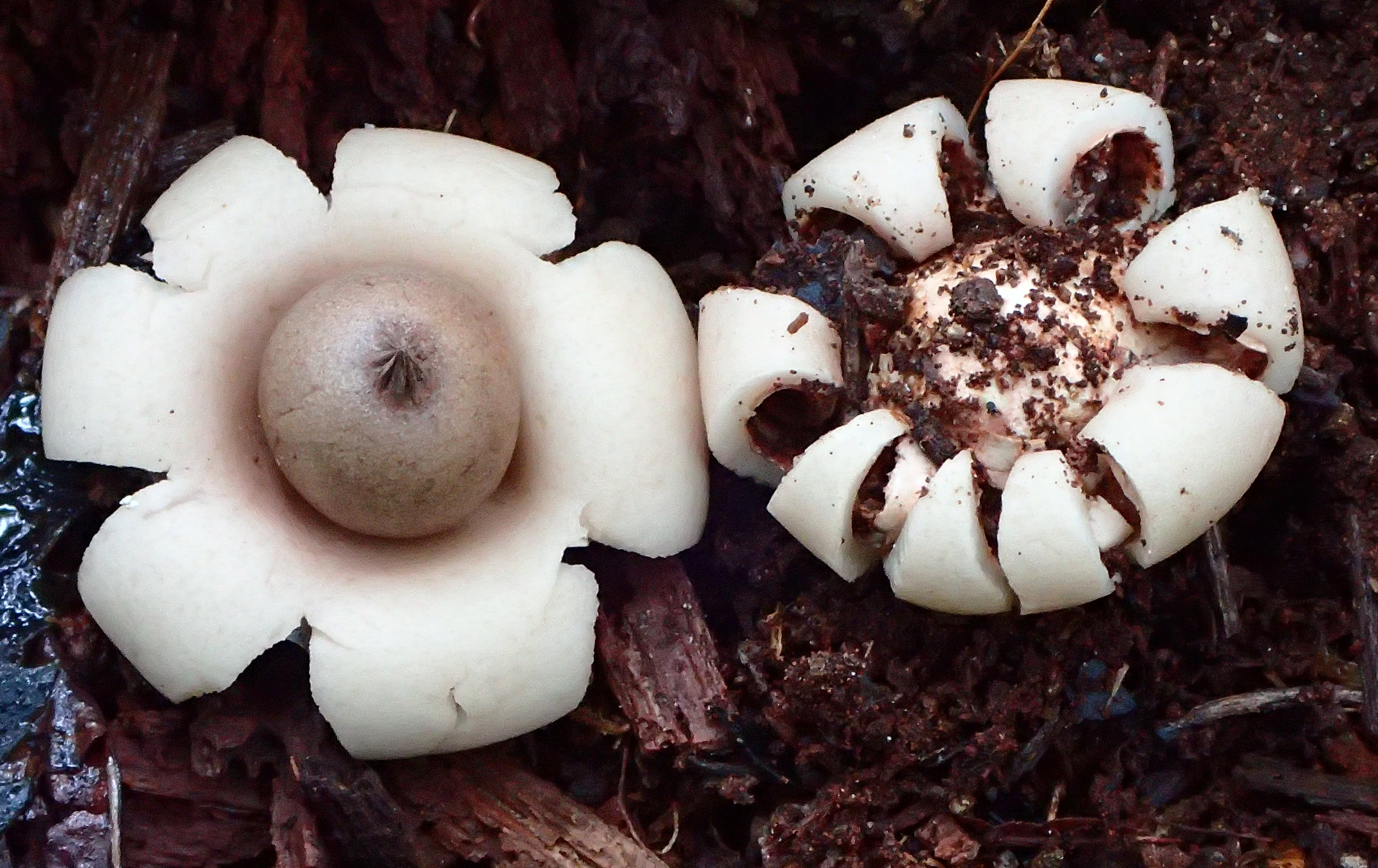
Geastrum elegans
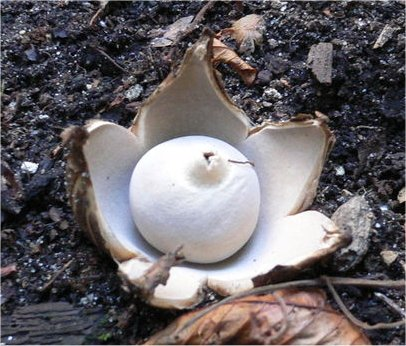
Geastrum fimbriatum
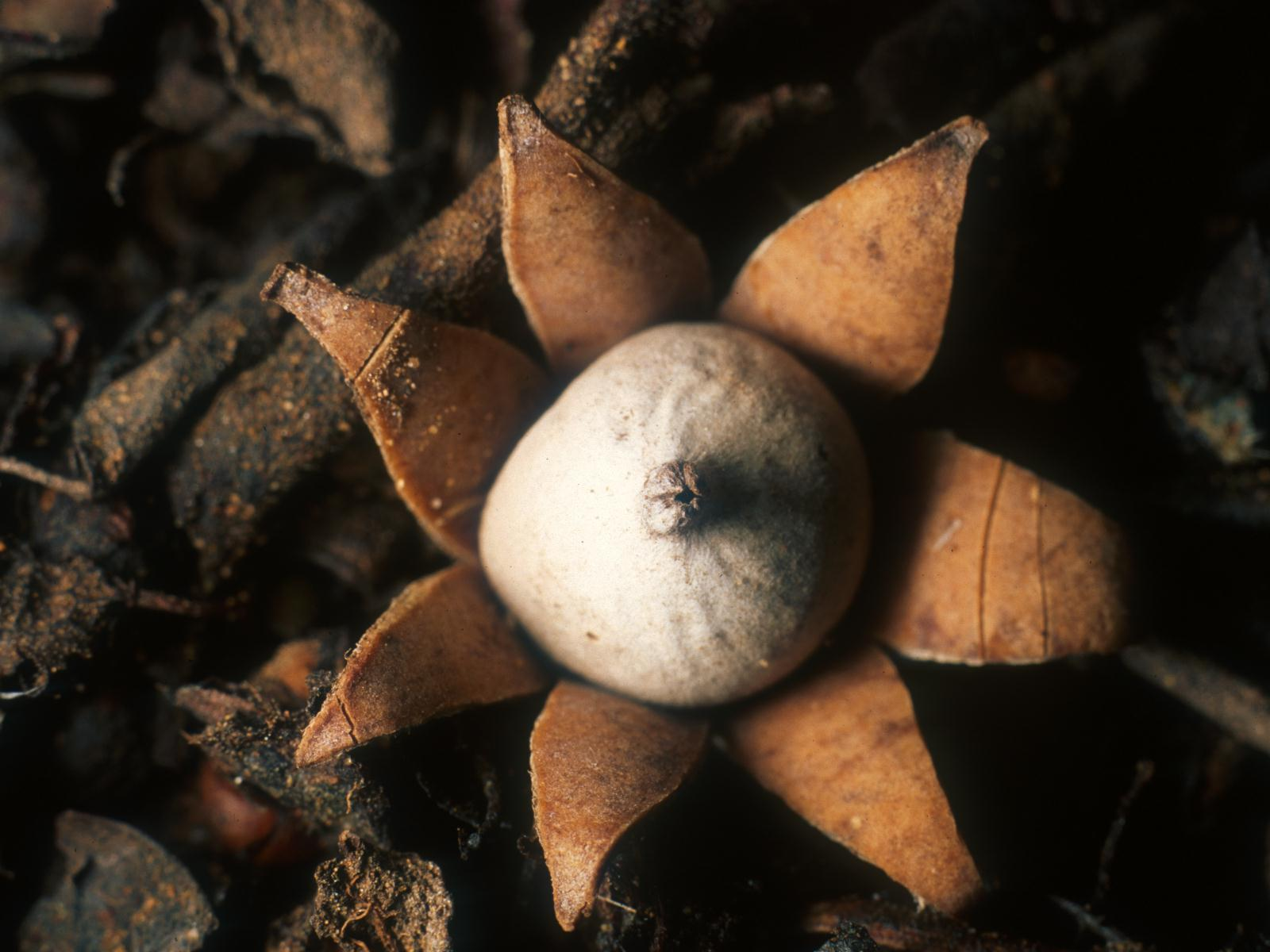
Geastrum floriforme
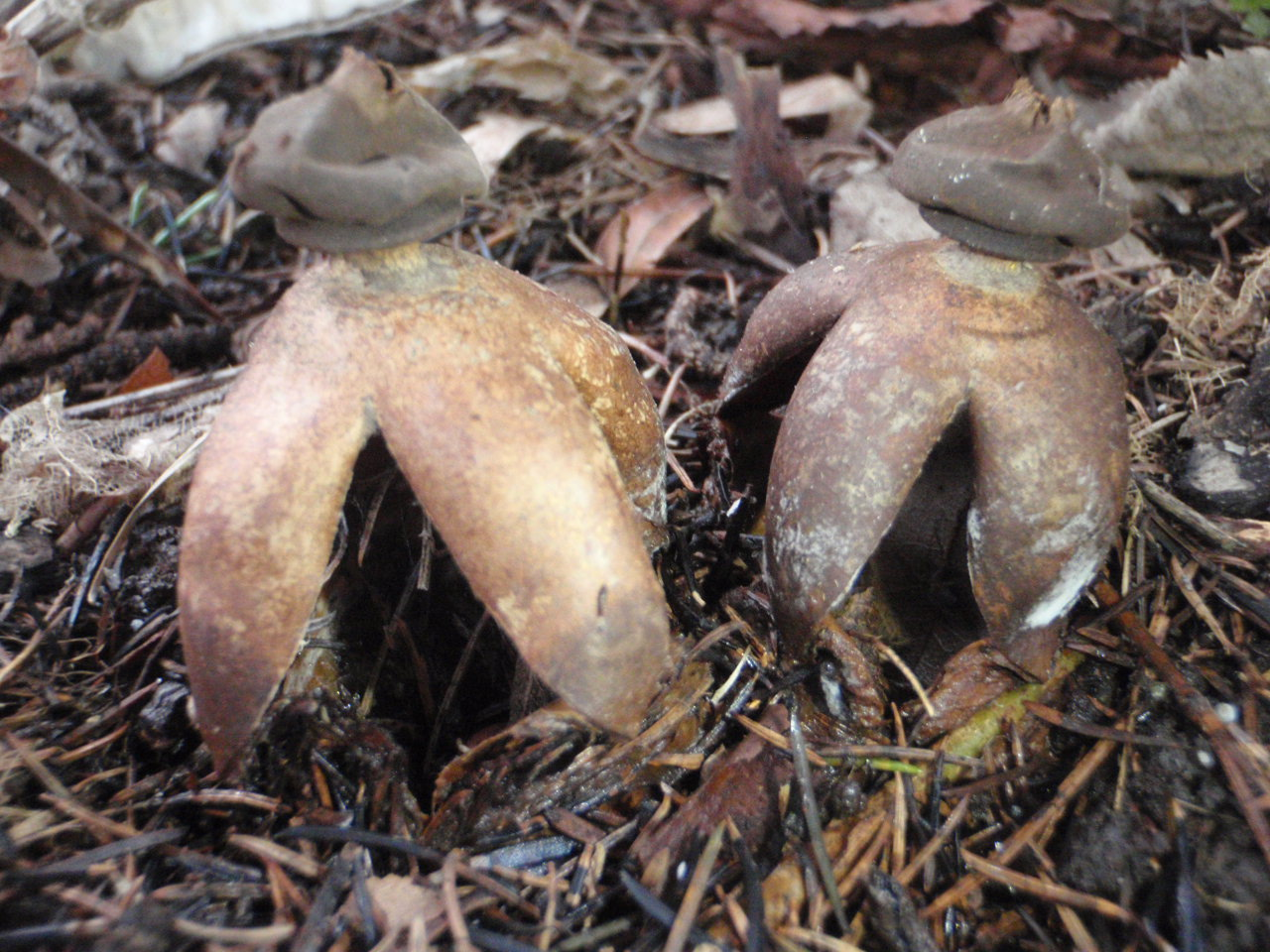
Geastrum fornicatum
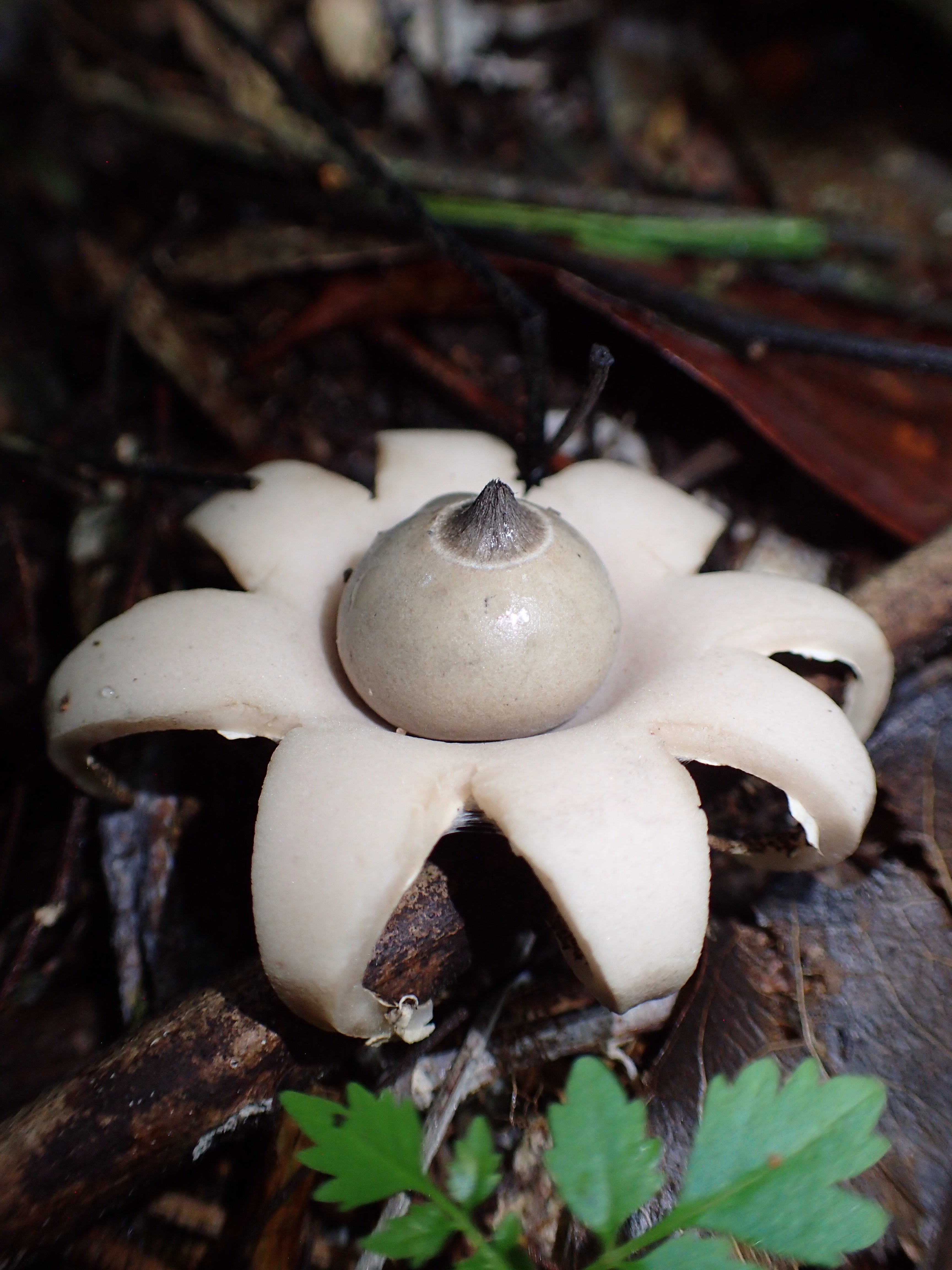
Geastrum lageniforme
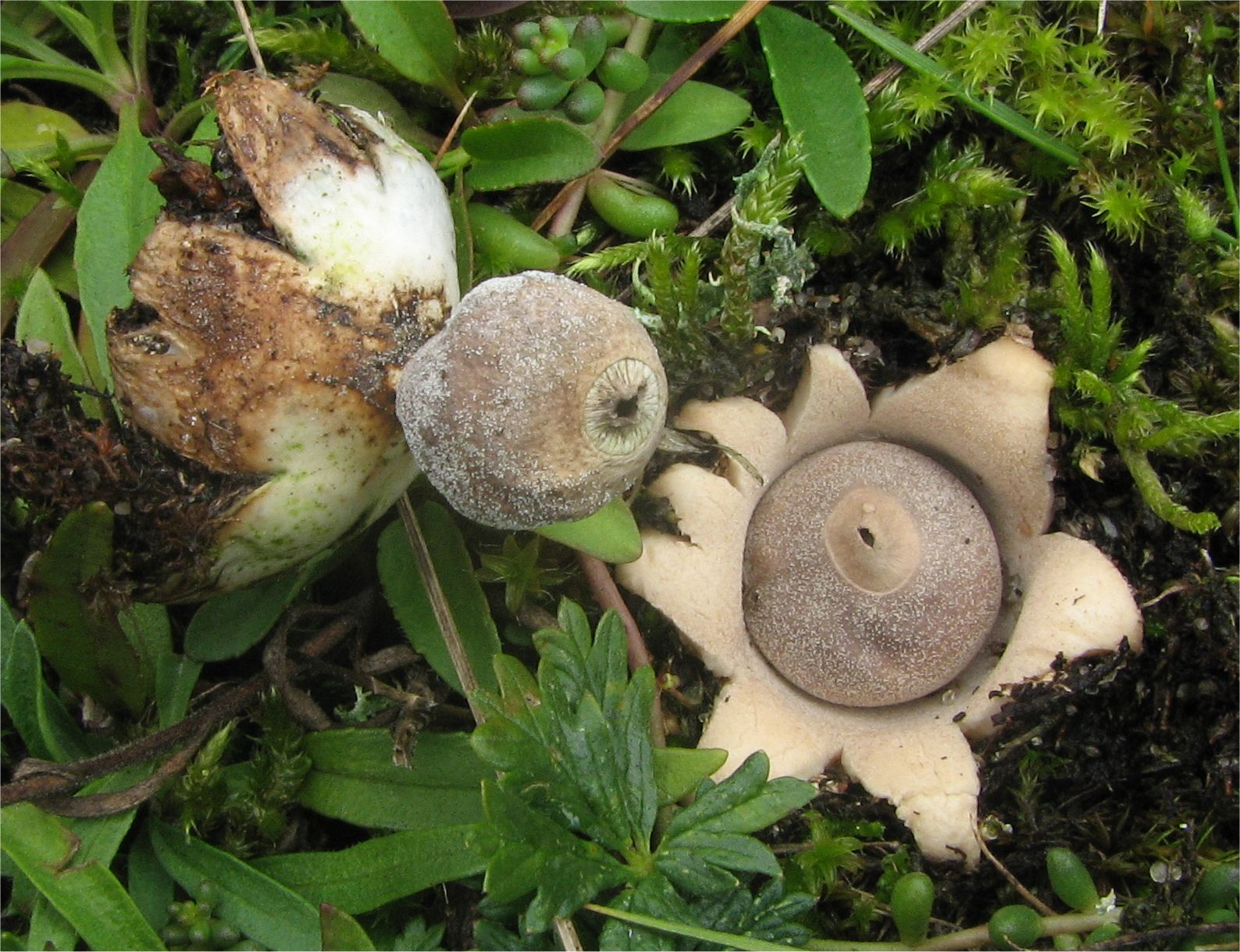
Geastrum minimum
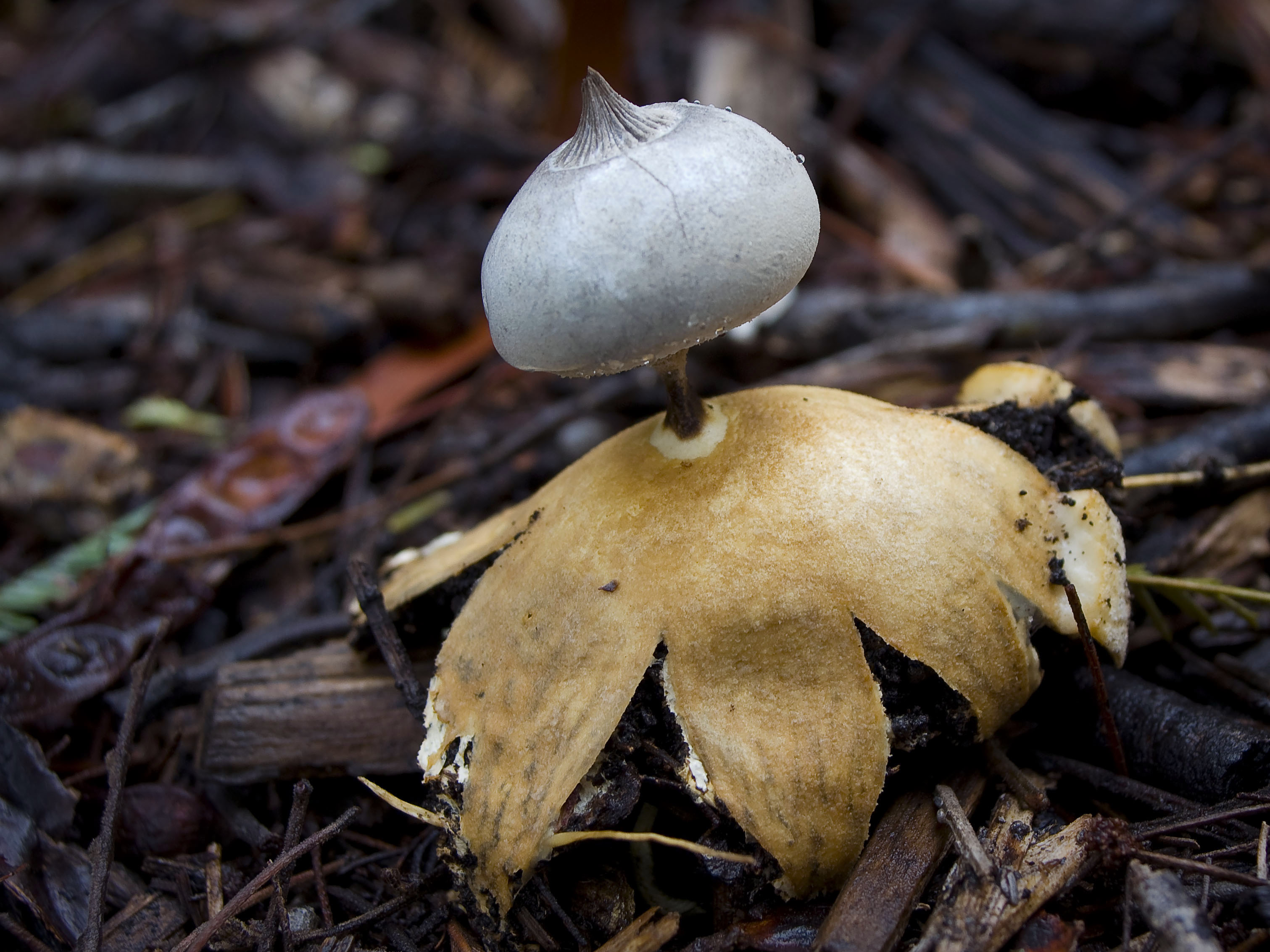
Geastrum pectinatum
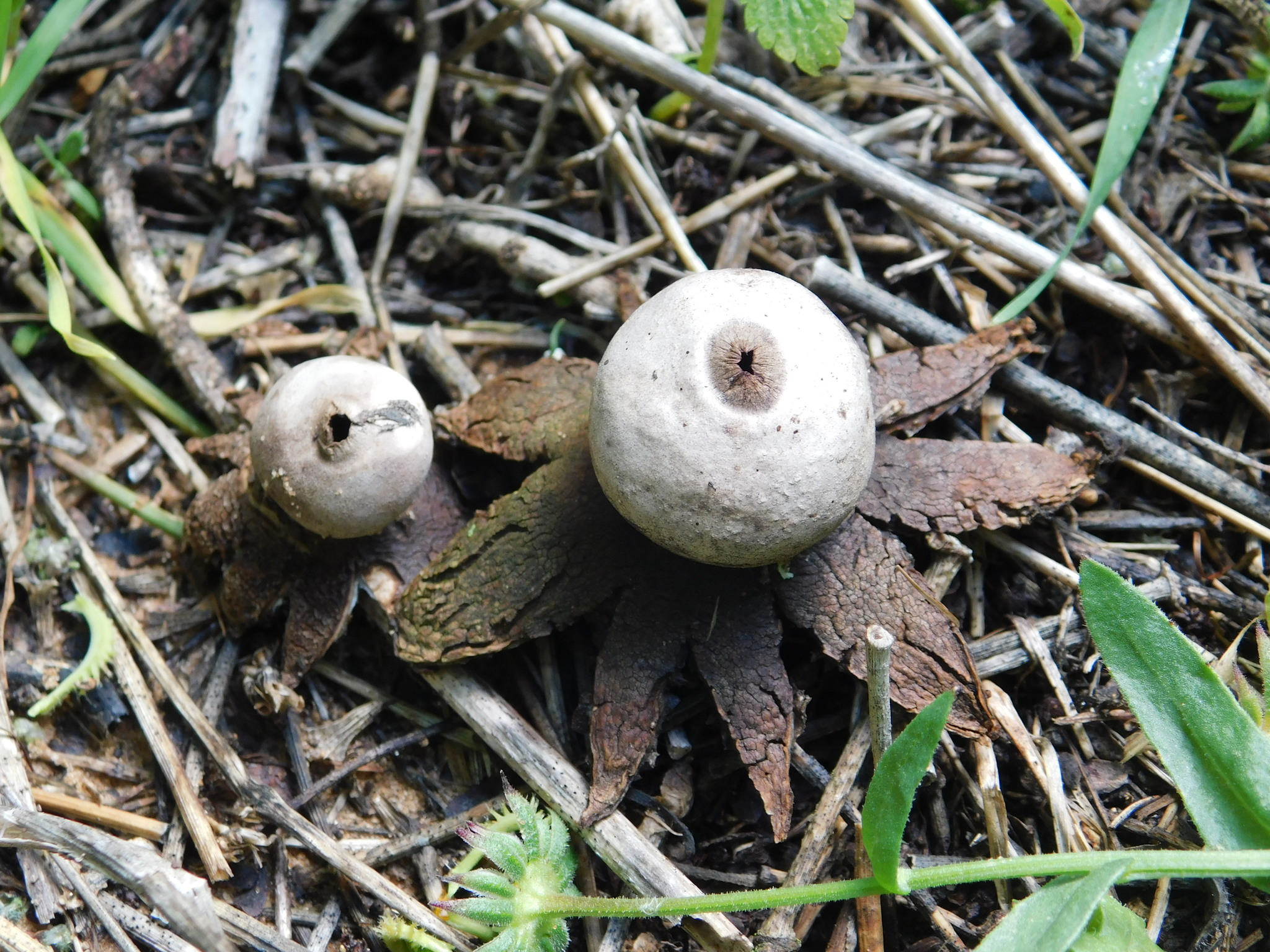
Geastrum pseudolimbatum
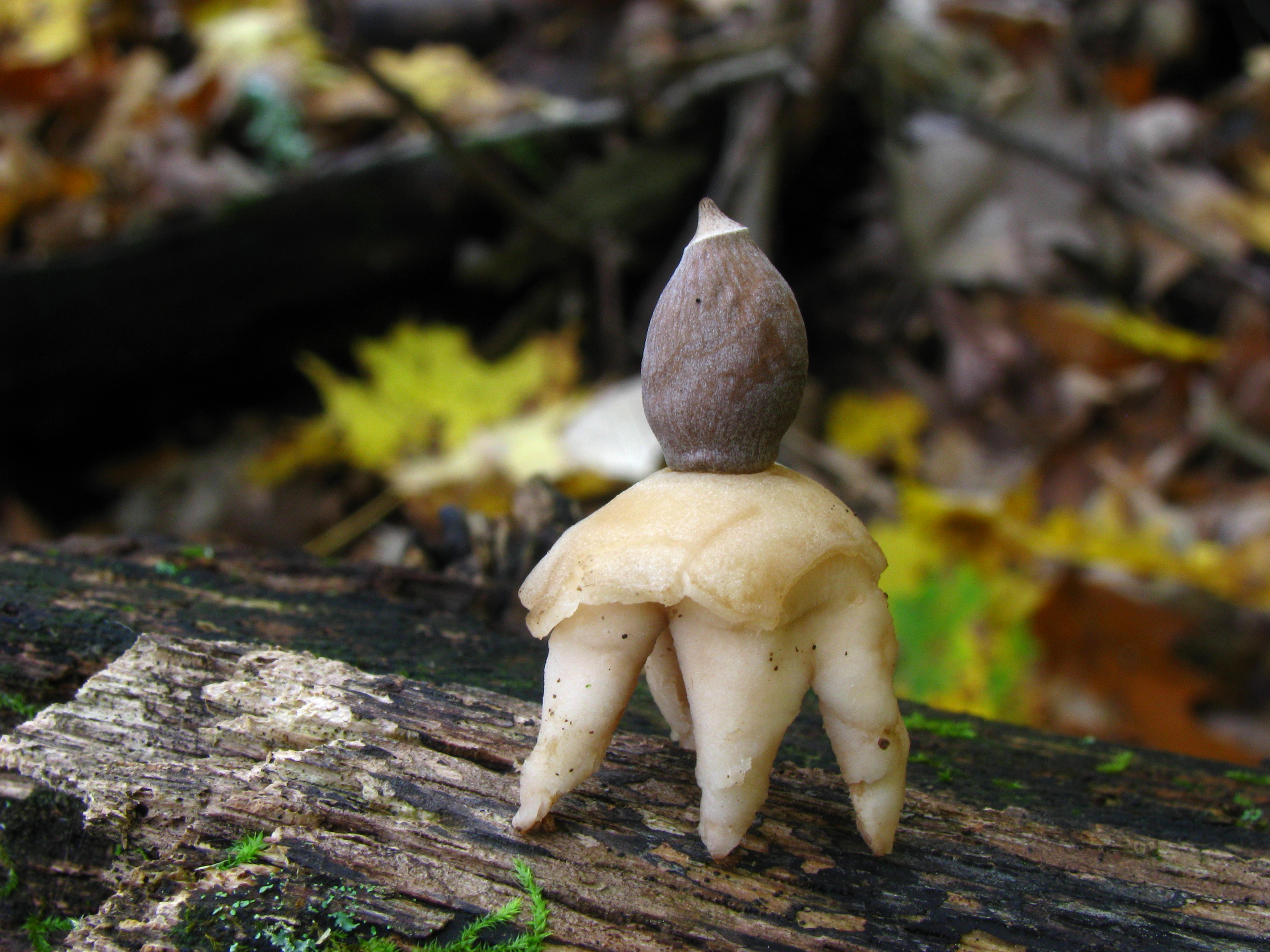
Geastrum quadrifidum
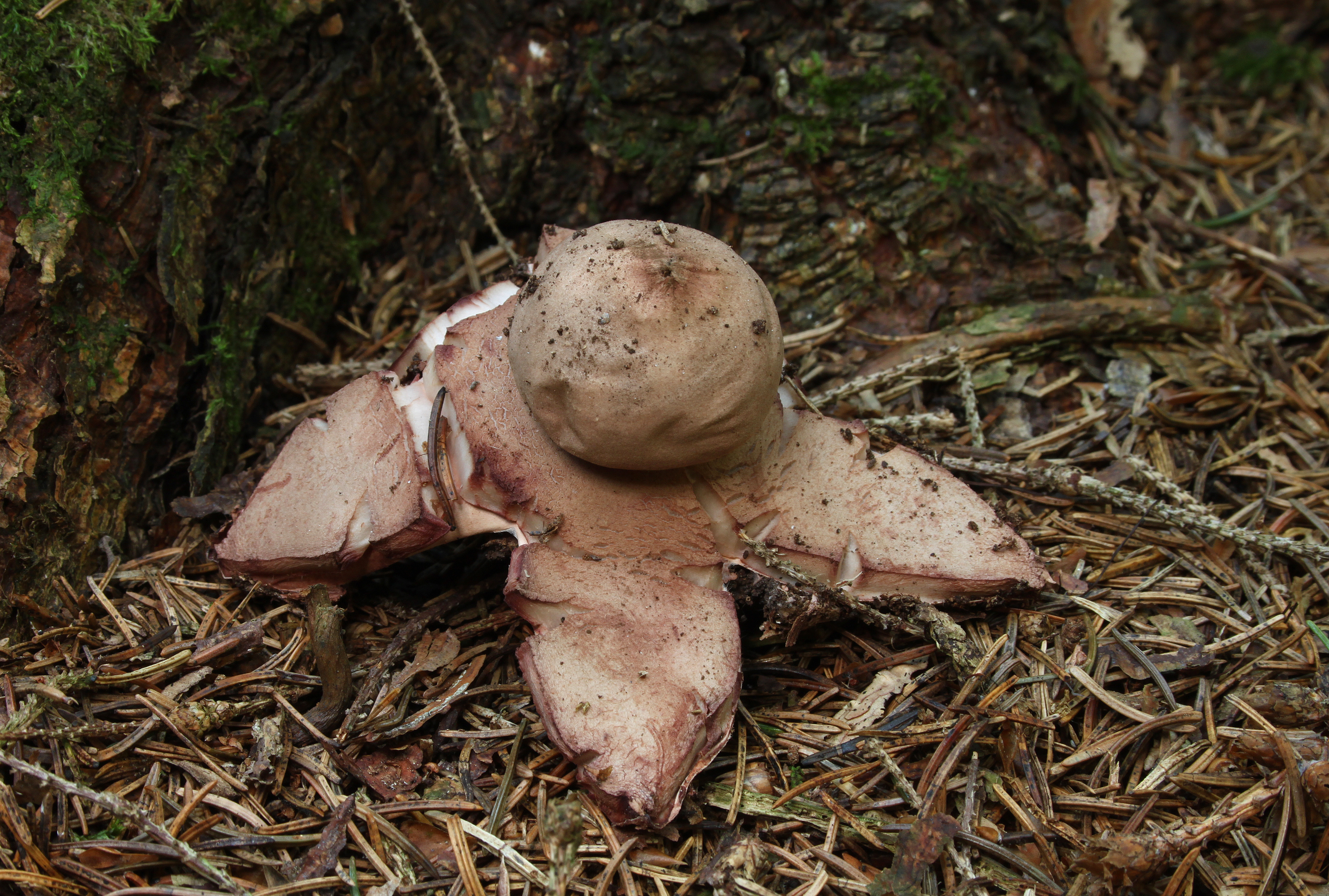
Geastrum rufescens
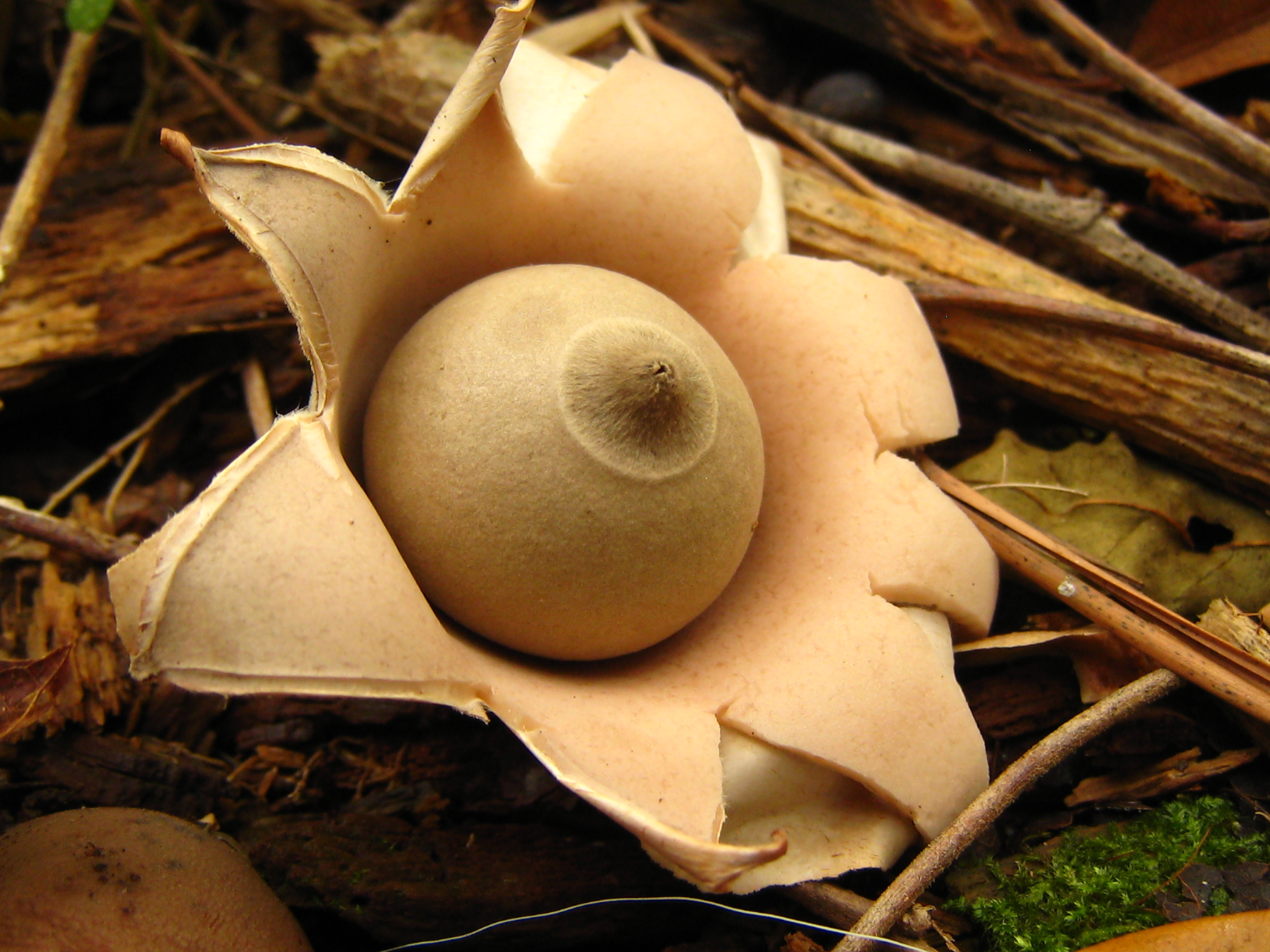
Geastrum saccatum
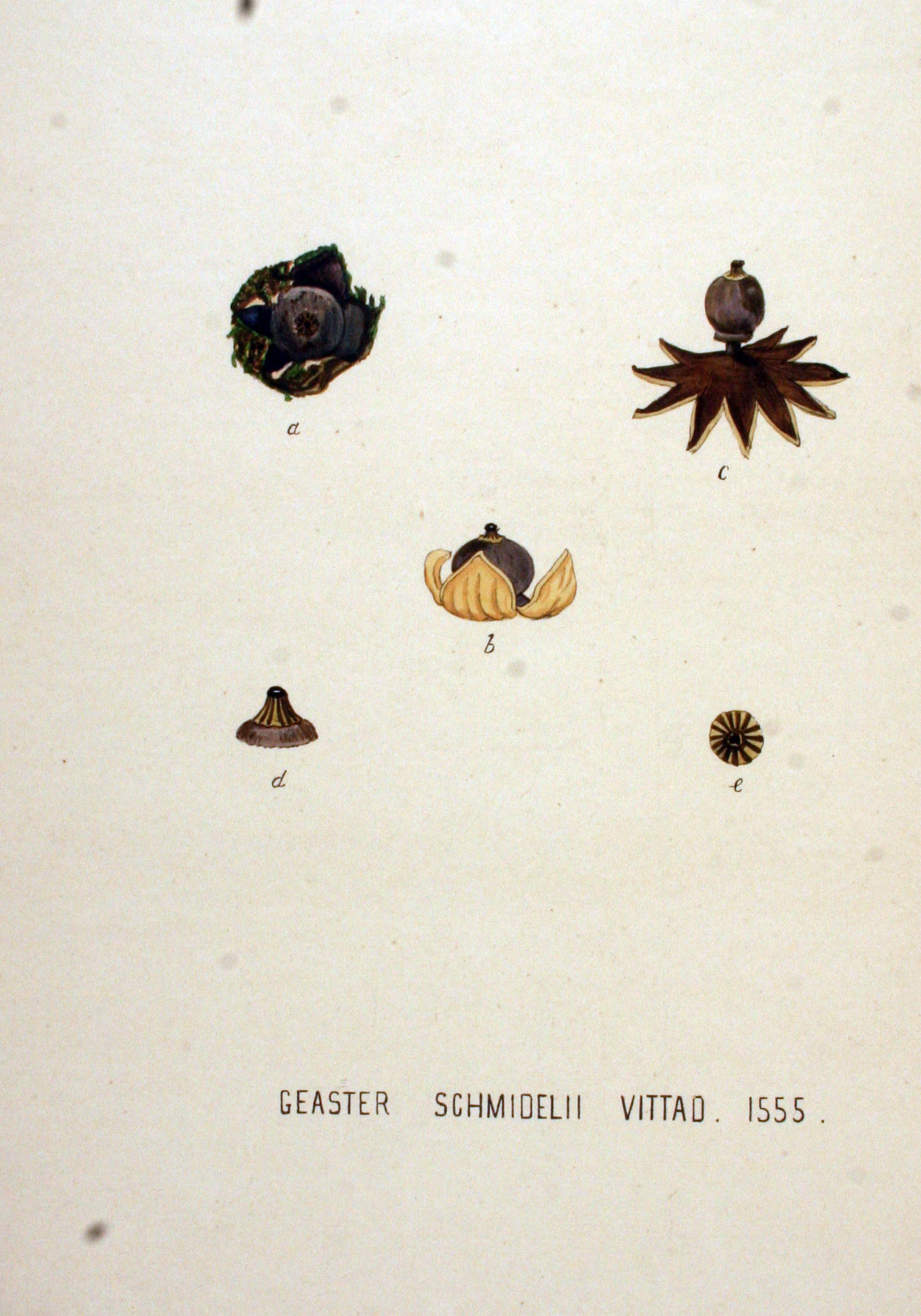
Geastrum schmidelii
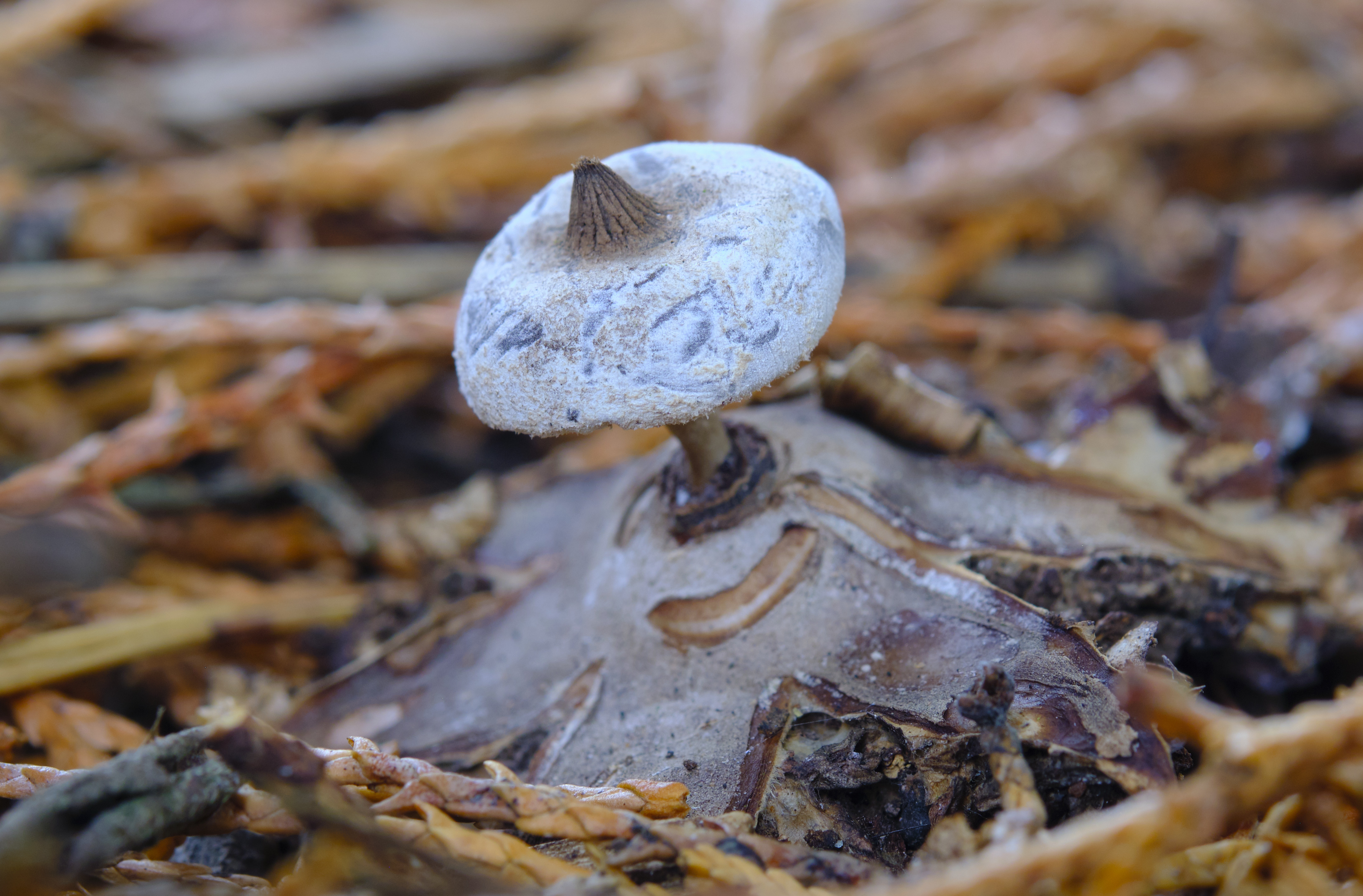
Geastrum striatum
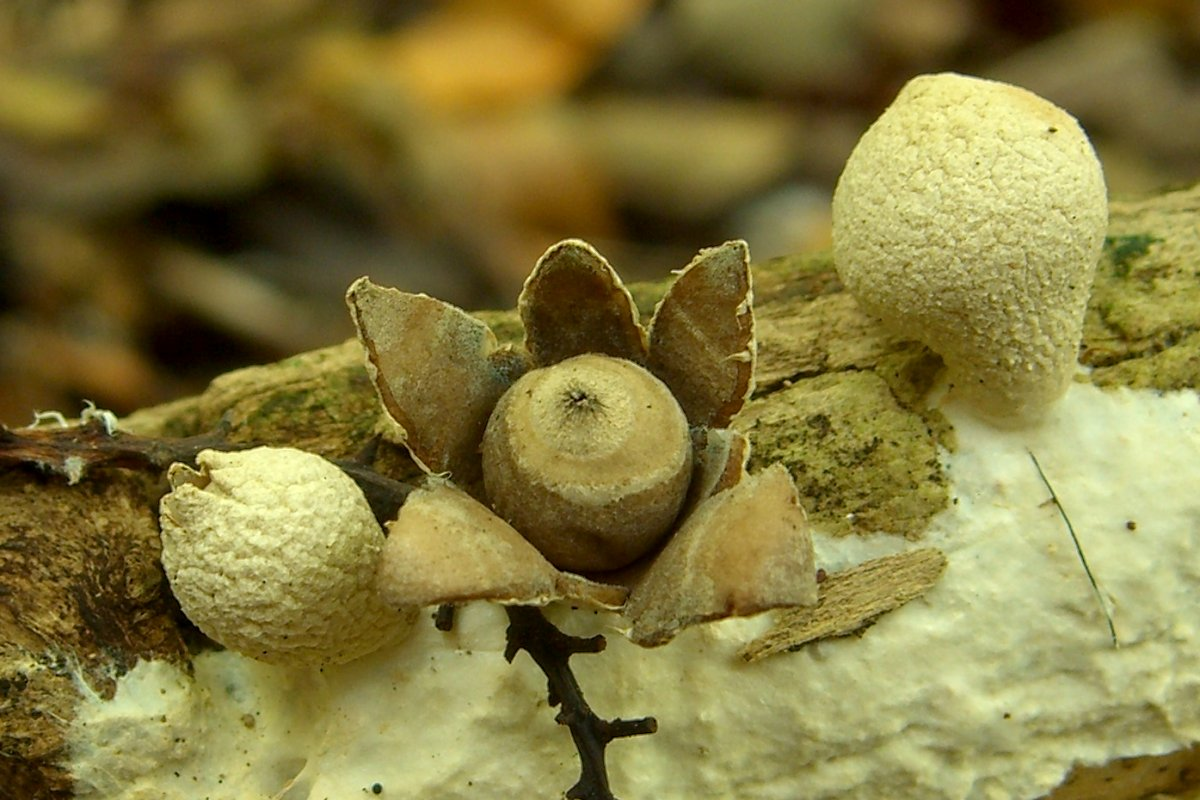
Geastrum subiculosum
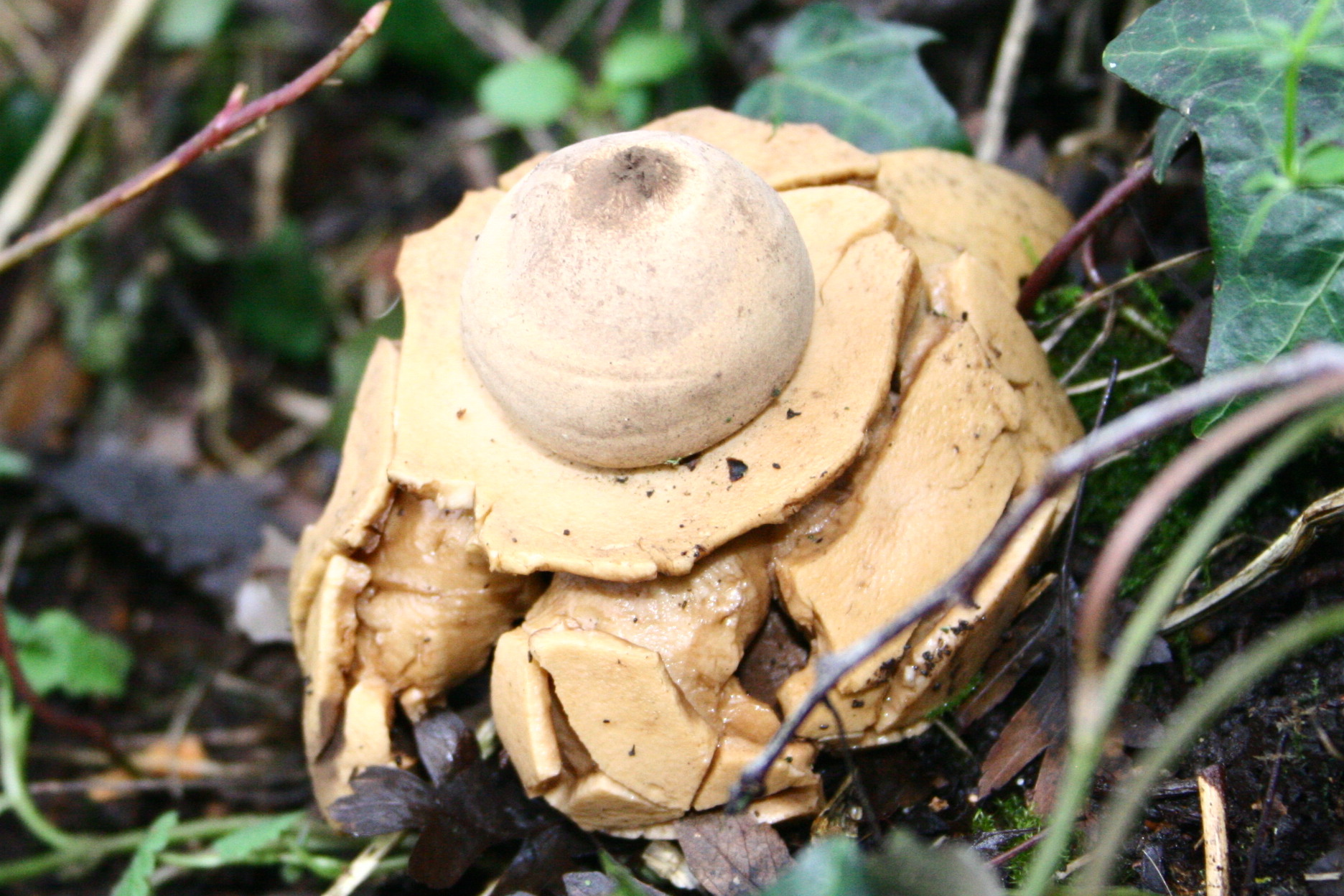
Geastrum triplex
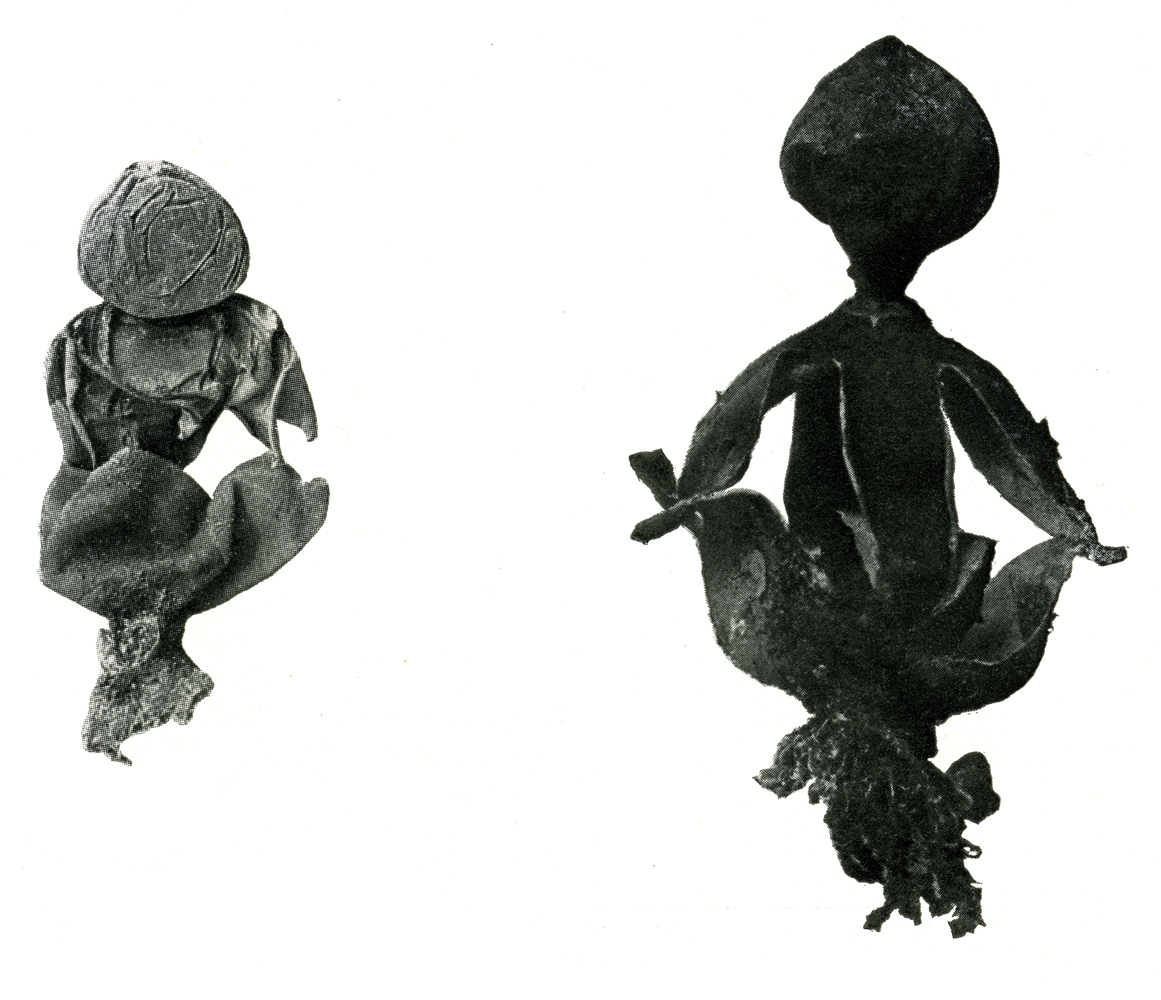
Geastrum welwitschii (Syn. Geastrum javanicum var. welwitschii)